# 2e congrès national du Parti communiste chinois

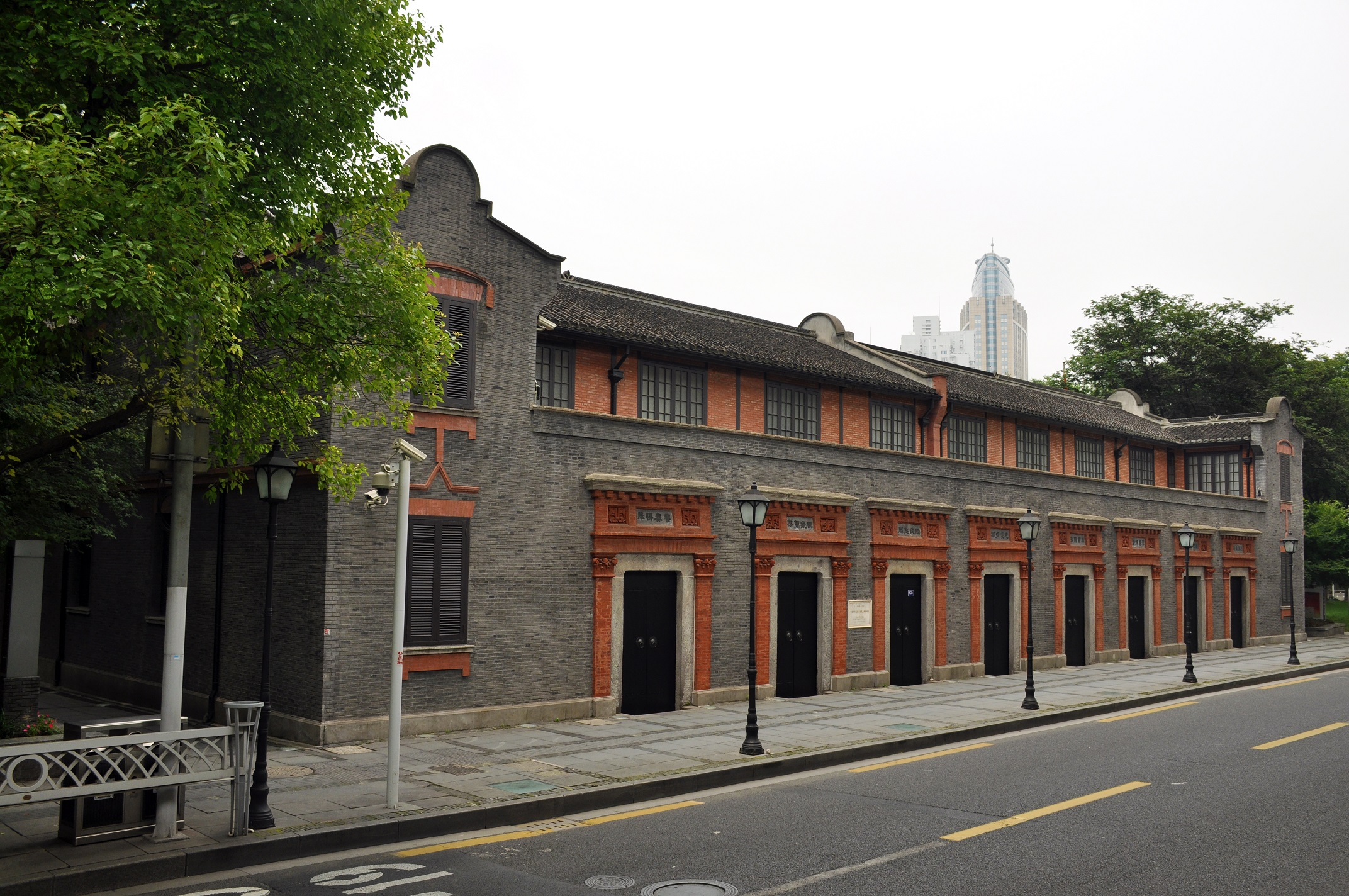
Ancienne résidence de Li Da où s'est tenu le second congrès.

Le 2e Congrès national du Parti communiste chinois (en chinois 中国共产党第二次全国代表大会), s'est tenu du 16 au 23 avril 1922 à la résidence de Li Da (zh) à Shanghai dans la Concession internationale de Shanghai. Le Congrès a été suivi par 12 personnes représentant les 195 membres du parti.
Ce congrès est d'une importance capitale puisqu'il a abouti à l'adoption de la première constitution du parti (principes et structures organisationnels, règles et disciplines des membres) et à la mise en place de ses résolutions politiques, notamment sur l'impérialisme et les évènements mondiaux, l'adhésion à l'Internationale communiste et la création du mouvement syndical du parti, la Ligue de la jeunesse communiste chinoise et le mouvements des Femmes.
Il met également en place les conditions et procédures d'adhésion au parti.
Le rapport politique fut présenté par Chen Duxiu.
Le poste de Secrétaire général est supprimé pour être remplacé par un Comité exécutif central. La présidence du comité est confiée à Chen Duxiu, fondateur du parti et ancien secrétaire général.
Le Parti communiste chinois s'est également déclaré comme « une branche du Komintern ». Cela constitue un virage radical par rapport au premier congrès, où il avait été décidé que le parti soit seulement un allié du Komintern.